# Al-Hasna
Al-Hasna – wieś w Syrii, w muhafazie Al-Hasaka. W 2004 roku liczyła 256 mieszkańców.